# Othon de Riedenburg
Othon de Riedenburg (mort le 6 juillet 1089) est le dix-septième évêque de Ratisbonne, de 1061 à 1089.

## Biographie
Othon de Riedenburg appartient à la famille de Riedenburg originaire de Riedenburg. Son père Rudpert de Riedenburg était burgrave de Ratisbonne. Il est d'abord chanoine du chapitre de la cathédrale de Bamberg. En 1061, il succède au siège de Ratisbonne à Gebhard III. En 1064-1065, il effectue un pèlerinage à Jérusalem en compagnie de sept mille pèlerins dont cinq mille trouveront la mort, de maladies ou d'attaques de bédouins. Y participent l'archevêque Siegfried de Mayence, Guillaume Ier d'Utrecht et Gunther de Bamberg dont Othon est proche et qui meurt sur le chemin du retour en Hongrie.
Avec le début de la querelle des investitures, l'évêque Othon est banni en 1073 par Alexandre II et en 1075 par Grégoire VII car il est partisan de l'empereur Henri IV. 
Il assiste en janvier 1076 à la conférence de la cour qui se tient à Worms et qui aboutit à la déposition du pape. En tant que partisan d'Henri IV, Othon met des troupes contre les souverains adverses, Rodolphe de Rheinfelden et Hermann de Salm. Au cours de la querelle suivante entre l'empereur et Ekbert II, margrave de Meissen, l'évêque est grièvement blessé au siège du château de Gleichen et en meurt un peu plus tard. 
Gebhard IV de Gosham lui succède.